# Jouko Loikkanen
Jouko Loikkanen, född 12 mars 1932 i Säminge, död 24 april 2025 i Helsingfors, var en finländsk politiker och ämbetsman.
Loikkanen blev förvaltningskandidat. 1957. Han gjorde karriär inom Centerpartiet bland annat som tillförordnad partisekreterare 1969–1970. Han var statsministersekreterare 1962–1966 och 1975–1976, vd för Utvecklingsområdesfonden Ab 1971–1974 och konsulterande tjänsteman vid Finansministeriet 1974–1978 samt generaldirektör vid Väg- och vattenbyggnadsstyrelsen 1978–1996. Han var andre finansminister 1976–1977.
Loikkanen utgav 1998 boken Sikisi yhdeksässä kuukaudessa, som handlar om ett kritiskt skede i inrikespolitiken 1963–1964.